# Gamal Mubarak
Gamāl Mubārak (nome completo in arabo جمال الدين محمد حسنى سيد مبارك‎?, Gamāl al-Dīn Muhammad Hosni Sayyed Mubārak, Arabo egiziano: [ɡæˈmæːl edˈdiːn mæˈħæmːæd ˈħosni moˈbɑːɾɑk) (Il Cairo, 27 dicembre 1963) è un politico egiziano, figlio di Hosni Mubarak, Presidente della Repubblica d'Egitto dal 1981 al 2011, e di Suzanne Mubarak, è il più giovane dei due figli dell'ex capo di Stato egiziano (il primogenito è ʿAlāʾ).
Come il proprio fratello maggiore, ʿAlāʾ, Gamāl Mubārak gode del passaporto britannico grazie alla comune madre, figlia a sua volta di una gallese britannica.
È stato il capo della campagna elettorale del padre per la sua rielezione del settembre 2005.

## Biografia
Contrariamente al fratello (interessato al mondo degli affari), Gamāl si dedica alla vita pubblica e comincia a esercitare una certa influenza nella vita politica del paese, grazie al sostegno paterno.

### Studi
Gamāl Mubārak è stato un allievo del St George College del Cairo, prima di proseguire i suoi studi nell'Università Americana del Cairo, dalla quale è uscito con un diploma attinente alle questioni economiche e commerciali.

### Carriera professionale
Inizia la sua carriera professionale lavorando per la Bank of America in Egitto, prima di essere trasferito nella sua filiale londinese. Esercita essenzialmente nella parte che opera come Banca d'investimenti. Con alcuni colleghi, Gamāl lascia la Bank of America per creare una sua propria impresa, il cui nome è Medinvest Associates Ltd. Quest'ultima si occupa di investimenti e finanze. È anche presidente della Future Generation Foundation (FGF), una ONG dedicata alla formazione professionale.

### Possibile candidatura per le presidenziali del 2011
Secondo il quotidiano francese Le Monde, si moltiplicano le voci sull'uscita di scena di Hosni Mubārak per agevolare l'elezione a Presidente della Repubblica d'Egitto di suo figlio che, come apprendistato, viene nominato Segretario generale del Partito Nazionale Democratico, il partito governativo che di fatto è l'unico partito a poter vincere le elezioni egiziane. Il padre, in condizioni di salute non buone e di età assai avanzata, lo porta con sé in occasione dei falliti negoziati di pace del settembre 2010 tra Israele e Autorità Nazionale Palestinese, in cui Hosni Mubārak ha importanti colloqui col presidente statunitense Barack Obama.
Tuttavia, in occasione delle sommosse del gennaio-febbraio 2011, la nomina il 29 gennaio a vicepresidente della Repubblica del generale ʿUmar Sulaymān, capo del Gihāz al-Mukhābarāt al-ʿĀmma, il potente servizio d'informazioni militare egiziano, dopo un trentennio in cui la carica vice-presidenziale non era stata attivata da Hosni Mubarak, mette fine alle possibilità di successione di Gamāl al padre.

ʿUmar Sulaymān annuncia il 3 febbraio 2011 che Gamāl Mubārak non parteciperà alle elezioni presidenziali.
Il 13 aprile 2011, Gamāl Mubārak è stato interrogato nella sua lussuosa villa di Sharm el-Sheikh e con il fratello ʿAlāʾ sottoposto a una misura di carcerazione, cosiddetta "amministrativa", per 15 giorni in attesa dell'espletamento delle indagini relative all'imputazione di corruzione, abuso di potere e per il suo presunto ruolo nella repressione durante le proteste che hanno portato alla caduta del padre. Viene definitivamente rimesso in libertà insieme al fratello il 12 ottobre 2015.

### Vita personale
Nel maggio del 2007, Gamāl Mubārak sposa la sua compagna, Khadīga al-Gammāl, figlia dell'uomo d'affari egiziano Mahmūd al-Gammāl. Hanno una figlia, Farīda, nata nel 2010.